# Gunnar Jancke
Gunnar Jancke, född 26 december 1913 i Uppsala, död 6 mars 1996 i Västerleds församling i Stockholm, var en svensk elektroingenjör. Han var brorson till Eva och Knut Gustaf Jancke.
Jancke utexaminerades 1935 från Kungliga Tekniska högskolan. Han tilldelades 1954 Ingenjörsvetenskapsakademiens guldmedalj för hans insatser vid utvecklingen av det svenska 380-kV-systemet. Han invaldes 1956 som ledamot av Ingenjörsvetenskapsakademien. 1961 promoverades han till  teknologie hedersdoktor vid Technische Universität Dresden och 1966 promoverades han vid Chalmers tekniska högskola.
Gunnar Jancke är gravsatt i minneslunden på Bromma kyrkogård.